# دوزخ آنری-ژرژ کلوزو
دوزخ آنری-ژرژ کلوزو (فرانسوی: L'Enfer d'Henri-Georges Clouzot‎) فیلمی به کارگردانی، نویسندگی و تهیه‌کنندگی آنری-ژرژ کلوزو و فیلم‌برداری آندریاس وایندینگ در سال ۱۹۶۴ است که ناتمام باقی ماند و ساخت آن به پایان نرسید. از بازیگران آن می‌توان به سرژ رجیانی، رومی اشنایدر، و کاترین آلگره اشاره کرد. فیلم به عنوان یک‌نیمه‌مستند در سال ۲۰۰۹ میلادی توسط سرژ برامبرگ ارائه شد.
در سال ۱۹۹۴، کلود شابرول بر پایهٔ فیلم‌نامهٔ کلوزو و با بهره‌گیری از آن، فیلم دوزخ را تولید کرد.
مستند برامبرگ در سال ۲۰۰۹ میلادی در بخش خارج از رقابت جشنواره فیلم کن نمایش داده شد. فیلم در همان سال در جشنواره بین‌المللی فیلم تورنتو و جشنواره‌های فیلم نیویورک، ونکوور، لندن و روتردام ارائه و ۱۱ نوامبر ۲۰۰۹ در فرانسه اکران عمومی شد. در سال ۲۰۱۰ میلادی جایزه سزار را برای بهترین فیلم مستند دریافت کرد.